# Mike Zadick
Mike Zadick (* 12. Juli 1978 in Great Falls, Montana) ist ein US-amerikanischer Ringer. Er war 2006 Vize-Weltmeister im freien Stil im Federgewicht.

## Werdegang
Mike Zadick stammt aus einer Ringerfamilie und wuchs in Great Falls auf. Bereits im Alter von fünf Jahren begann er 1983 im North Montana Wrestling Club mit dem Ringen, wo sein Vater Bob Zadick sein erster Trainer war. Er besuchte die Great Falls High School und nahm im Juniorenalter, in dem er sich noch in beiden Ringerstilen, griechisch-römisch und freier Stil, betätigte, oftmals an den Schulmeisterschaften des Staates Montana teil. Viermal gewann er dabei die Meisterschaft dieses Staates. Nach seiner High-School-Zeit besuchte er die Iowa State University. Er gehörte damals dem Hawkeye Wrestling Club an. Seine Trainer waren in jenen Jahren Dan Gable und Jim Zalesky.
1994 nahm er an der Junioren-Weltmeisterschaft in Frankfort/USA teil. In der Gewichtsklasse bis 51 kg, freier Stil, kam er dabei auf den 4. Platz. Dies war sein erster Start bei einer internationalen Meisterschaft. Bis zum nächsten Start bei einer solchen Meisterschaft sollte es bis zum Jahre 2006 dauern.
1996 wurde Mike Zadick US-amerikanischer Juniorenmeister in beiden Stilarten, 1997 im freien Stil. Er rang in jenen Jahren im Leichtgewicht (Klasse bis 68 kg Körpergewicht). Später trainierte er in das Federgewicht (Klasse bis 60 kg Körpergewicht) ab. Bei den US-amerikanischen Studentenmeisterschaften (NCAA-Championships) kam er im Jahre 2001 im Leichtgewicht auf den 2. Platz, in den Jahren 2000 und 2002 erreichte er aber jeweils nur den 7. Platz.
2002 wechselte Mike Zadick zum Gator Wrestling Club und im Jahre 2004 machte er seinen Abschluss an der Universität in Sportwissenschaften. Seit 2002 ist er Assistent-Trainer an der Iowa State University. Er selbst wird dort seit 2004 von Terry Brands und Thomas Brands sowie von Mike Duroe trainiert. Er wohnt in Solon, Iowa und ist auch noch in einer Rechtsanwaltskanzlei tätig.
In den Jahren 2000 bis 2005 gelang es Mike Zadick nie, sich für internationale Meisterschaften zu qualifizieren. So belegte er bei der Olympiaausscheidung (Trials) 2000 hinter Cary J. Kolat und bei den Trials 2004 hinter Eric S. Guerrero jeweils den 2. Platz im Federgewicht (freier Stil).
2006 schaffte er die Qualifikation für die Weltmeisterschaft in Guangzhou/China. Er trat dort im freien Stil im Federgewicht an und kam mit Siegen über Saeed Azarbayjani, Kanada, Aljaksandr Karnizki, Belarus, Yogeshwar Dutt, Indien und Mawlet Batirow, Russland, den Olympiasieger von 2004, bis in das Finale, in dem er gegen Seyed Murad Mohammadi Pahnekalaei aus dem Iran unterlag und damit auf den Silberrang kam. Bei dieser Weltmeisterschaft wurde sein Bruder Bill Weltmeister im Leichtgewicht, freier Stil.
2007 erkämpfte sich Mike Zadick bei den Panamerikanischen Spielen in Rio de Janeiro hinter dem kubanischen Olympiasieger von 2004 Yandro Quintana im Federgewicht den 2. Platz. Bei der Weltmeisterschaft dieses Jahres in Baku unterlag er bereits in seinem ersten Kampf gegen den Albaner Sahit Prizreni nach Punkten. Da Prizreni das Finale nicht erreichte, schied er aus und kam nur auf den 27. Platz.
Bei den Panamerikanischen Meisterschaften 2008 in Colorado Springs musste sich Mike Zadick im Halbfinale gegen Ex-Weltmeister Guivi Sissaouri aus Kanada geschlagen geben, erreichte dort aber noch den 3. Platz. Für die Olympischen Spiele 2008 in Peking hatte sich Mike Zadick eigentlich nicht qualifiziert. Der US-amerikanische Ringerverband erhielt für diese Veranstaltung aber einen Startplatz (Wildcard) im Federgewicht und setzte Mike Zadick in Peking ein. Er verlor dort aber gegen Wasil Fedorischin aus der Ukraine und Basar Basargurujew aus Kirgisistan und kam nur auf den 19. Platz.
Im Jahre 2009 wurde Mike Zadick zum ersten Mal in seiner Karriere US-amerikanischer Meister im Federgewicht.
Mike Zadick hat die Absicht, bis zu den Olympischen Spielen 2012, für die er hofft sich zu qualifizieren, weiterringen.

## Internationale Erfolge
| Jahr | Platz | Wettbewerb                                         | Gewichtsklasse | Bemerkungen |
| ---- | ----- | -------------------------------------------------- | -------------- | --- |
| 1994 | 4.    | Junioren-WM in Frankfort/USA                       | bis 51 kg KG   | hinter Emik Bunjamin, Türkei, Sergei Machow, Russland und Dovletberdy Mamedow, Turkmenistan |
| 2004 | 1.    | FILA-Manitoba-Open                                 | Feder          | vor Riley Walker, Kanada und Danny Felix, USA |
| 2005 | 6.    | Welt-Cup in Taschkent                              | Feder          | hinter Yandro Quintana, Kuba, Artysch Tombulak, Russland, Behnam Tayyebi, Iran, Dilschod Mansurow, Usbekistan und Wiktor Bilokuptni, Ukraine                                                    |
| 2006 | 1.    | "David-Schultz"-Memorial in Colorado Springs       | Feder          | vor Mike Ligthner, Zach Roberson und Travis Lee, alle USA |
| 2006 | 2.    | Grosser Preis von Usbekistan in Taschkent          | Feder          | hinter Ramazan Saritow, Russland und vor Murad Ramazanow, Makedonien |
| 2006 | 2.    | WM in Guangzhou/China                              | Feder          | mit Siegen über Saeed Azarbayjani, Kanada, Aljaksandr Karnizki, Belarus, Yogeshwar Dutt, Indien und Mawlet Batirow, Russland und einer Niederlage gegen Seyed Murad Mohammadi Pahnekalaei, Iran |
| 2007 | 3.    | Welt-Cup in Krasnojarsk                            | Feder          | hinter Mawlet Batirow, Mehdi Taghavi Kermani, Iran und vor Levani Tschabiadse, Georgien und Juri Semankin, Ukraine                                                                              |
| 2007 | 2.    | Panamerikanische Spiele in Rio de Janeiro          | Feder          | hinter Yandro Quintana, vor Tomas Solorzano, Venezuela |
| 2007 | 27.   | WM in Baku                                         | Feder          | nach einer Niederlage gegen Sahit Prizreni, Albanien |
| 2008 | 3.    | Panamerikanische Meisterschaft in Colorado Springs | Feder          | hinter Guivi Sissaouri, Kanada und Guillermo Torres, Mexiko |
| 2008 | 11.   | Olympia-Qualif.-Turnier in Martigny/Schweiz        | Feder          | Sieger: Yandro Quintana vor Selimchan Husseinow, Aserbaidschan und Seyed Murad Mohammandi Pahnekalaei                                                                                           |
| 2008 | 19.   | OS in Peking                                       | Feder          | nach Niederlagen gegen Wasil Fedorischin, Ukraine und Basar Basargurujew, Kirgisistan |
| 2010 | 1.    | "Dave-Schultz"-Memorial in Colorado Springs        | Feder          | vor Magomed Kurbanalijew und Gadschi Abdulajew, beide Russland, Nate Gallick, USA und Kenichi Yumoto, Japan                                                                                     |
| 2010 | 3.    | "Cerro Pelado International" in Havanna            | Feder          | hinter Alejandro Valdes u. Davian Quintana, bde. Kuba, gem. mit Shawn Bunch, USA |

Anm.: alle Wettbewerbe im freien Stil; Federgewicht = Gewichtsklasse bis 60 kg Körpergewicht (KG), OS = Olympische Spiele, WM = Weltmeisterschaft

## Nationale Wettbewerbe
| Jahr | Platz | Wettbewerb                   | Stil | Gewichtsklasse | Ergebnis                                               |
| ---- | ----- | ---------------------------- | ---- | -------------- | ------------------------------------------------------ |
| 1996 | 1.    | USA-Juniorenmeisterschaft    | F    | Feder          | vor Michael Lightner                                   |
| 1996 | 1.    | USA-Juniorenmeisterschaft    | GR   | Feder          | vor Matt Goldstein                                     |
| 1997 | 1.    | USA-Juniorenmeisterschaft    | GR   | Feder          |                                                        |
| 1997 | 2.    | USA-Juniorenmeisterschaft    | F    | Feder          | hinter Jared Frayer                                    |
| 2000 | 7.    | NCAA-Championships           | F    | Leicht         |                                                        |
| 2000 | 2.    | Olympiaausscheidung (Trials) | F    | Feder          | hinter Cary J. Kolat                                   |
| 2001 | 2.    | NCAA-Championships           | F    | Leicht         |                                                        |
| 2002 | 7.    | NCAA-Championships           | F    | Leicht         |                                                        |
| 2003 | 2.    | WM-Ausscheidung              | F    | Feder          |                                                        |
| 2004 | 2.    | USA-Meisterschaft            | F    | Feder          | hinter Eric S. Guerrero, vor Ryan Lewis u. Danny Felix |
| 2004 | 2.    | Olympiaausscheidung (Trials) | F    | Feder          | hinter Eric S. Guerrero                                |
| 2005 | 2.    | USA-Meisterschaft            | F    | Feder          |                                                        |
| 2005 | 3.    | WM-Ausscheidung              | F    | Feder          |                                                        |
| 2006 | 4.    | USA-Meisterschaft            | F    | Feder          | hinter Zach Roberson, Michael Lightner u. Nate Gallick |
| 2006 | 1.    | WM-Ausscheidung              | F    | Feder          |                                                        |
| 2007 | 2.    | USA-Meisterschaft            | F    | Feder          | hinter Nate Gallick, vor Shawn Bunch u. Zach Roberson  |
| 2007 | 1.    | WM-Ausscheidung              | F    | Feder          | vor Zach Roberson u. Shawn Bunch                       |
| 2008 | 1.    | Olympiaausscheidung (Trials) | F    | Feder          |                                                        |
| 2009 | 1.    | USA-Meisterschaft            | F    | Feder          | vor Shawn Bunch u. Matt Valenti                        |